# Ribeira da Cafua
A Ribeira da Cafua é um curso de água português localizado na costa Norte da ilha de São Miguel, arquipélago dos Açores.
Este curso de água que drena uma área geográfica muito extensa tem início a cerca de 650 metros de altitude nas proximidades do Pico de El-Rei.
A sua bacia hidrográfica drena assim parte desta formação bem como do Pico Meirinho uma vez que passa junto ao seu sopé. Vai desaguar no Oceano Atlântico, na costa Norte da ilha depois de passar junto à localidade da Gorreana, entre o Porto Formoso e a Maia.